# Cien días para enamorarse
Cien días para enamorarse est une telenovela argentine diffusée entre le 7 mai et le 12 décembre 2018 sur Telefe,,.
Elle est sélectionnée par the Wit lors du Mipcom 2018.

## Synopsis
Il raconte l'histoire de deux amies, Laura et Antonia, qui ont mis leurs liens d'amour à l'épreuve. Ce sont des amies pour la vie, mais elles sont l'eau et l'huile, elles s'adorent et se complètent. Dans les couples des deux il y a l'amour et l'usure, le passage du temps les trouve en train de maintenir un mariage de 18 ans et avec des enfants.
La vie met Antonia et Laura en même temps, face à un nouveau défi. Les deux concluent qu'elles sont dans une phase où il semble y avoir une seule opportunité pour que les choses soient différentes. Seront-elles prêtes à mettre l'amour à l'épreuve?
L'onde grandissante de la décision de Laura et Antonia va également faire en sorte que tous les couples du groupe d'amis dont elles font partie commencent à s'interroger sur leurs liens et leurs relations.
Dans 100 jours pour tomber amoureux, nous partagerons l'évolution des nouvelles familles et des couples sous toutes leurs formes, essayant de comprendre de quoi nous parlons aujourd'hui quand nous parlons de couples et d'amour.

## Distribution
- Carla Peterson : Laura Contempomi
- Nancy Duplaa : Antonia Salinas
- Luciano Castro : Diego Castelnuovo
- Juan Minujín : Gastón Guevara
- Maite Lanata : Juani / Juan

## Diffusion
- Telefe (2018)
- Monte Carlo TV

## Versions
- 100 días para enamorarnos (Telemundo, 2020-2021)

### Sources
- (es) Cet article est partiellement ou en totalité issu de l’article de Wikipédia en espagnol intitulé « Cien días para enamorarse » (voir la liste des auteurs).